# لوكي (مسلسل)
لوكي (بالإنجليزية: Loki) هو مسلسل تلفزيوني أمريكي من تأليف مايكل والدرون لخدمة البث ديزني+، مقتبس من مارفل كوميكس، ويتناول شخصية تحمل الاسم نفسه. وهو ثالث مسلسل تلفزيوني في عالم مارفل السينمائي (MCU) من إنتاج استوديوهات مارفل، متواصلًا مع أفلام السلسلة. تدور أحداث المسلسل بعد أحداث فيلم المنتقمون: نهاية اللعبة (2019)، حيث ابتكرت نسخة بديلة من لوكي خطًا زمنيًا جديدًا. عمل والدرون كاتبًا رئيسيًا، وأخرجت كيت هيرون الموسم الأول، بينما عمل إريك مارتن والثنائي جاستن بنسون وآرون مورهيد ككاتبين رئيسيين، وقادوا فريق الإخراج للموسم الثاني على التوالي.
يعيد توم هيدلستون تمثيل دور لوكي من سلسلة الأفلام، ويشارك في بطولته جوجو مباثا-رو، ويونومي موساكو، ويوجين كورديرو، وتارا سترونغ، وأوين ويلسون، وصوفيا دي مارتينو، وجوناثان ماجورز، ونيل إليس. يشارك في بطولة الموسم الأول كلٌ من ساشا لين، وجاك فيل، وديوبيا أوباري، وريتشارد إي. غرانت، مع انضمام رافائيل كاسال، وكيت ديكي، وليز كار، وكي هوي كوان، وريتشارد ديكسون في الموسم الثاني.
بحلول سبتمبر 2018، كانت استوديوهات مارفل تُطوّر عددًا من المسلسلات المحدودة لمنصة ديزني+، مُركّزة على شخصيات داعمة من أفلام عالم مارفل السينمائي. وتمّ تأكيد مسلسل يُجسّد شخصية هيدلستون في دور لوكي في نوفمبر 2018. وتمّ التعاقد مع والدرون في فبراير 2019، وانضمّ إليه هيرون في أغسطس من ذلك العام. وكُشف النقاب عن أن مارتن، الذي عمل كاتبًا في الموسم الأول، سيكتب الموسم الثاني بالكامل في فبراير 2022، إلى جانب انضمام بينسون ومورهد لإخراج مُعظم حلقات الموسم؛ كما يُخرج دان ديليو وكاسرا فرحاني الموسم الثاني. صُوّر الموسم الأول في أتلانتا، جورجيا، بينما صُوّر الموسم الثاني في المملكة المتحدة.
عُرض مسلسل "لوكي" لأول مرة في 9 يونيو 2021. واختتم موسمه الأول، المكون من ست حلقات، في 14 يوليو، وهو جزء من المرحلة الرابعة من عالم مارفل السينمائي. وقد نال تقييمات إيجابية من النقاد، لا سيما لعروض الممثلين. أما الموسم الثاني، المكون أيضًا من ست حلقات، فقد عُرض من 5 أكتوبر إلى 9 نوفمبر 2023، كجزء من المرحلة الخامسة. كما نال تقييمات إيجابية، مع إشادة بنهاية المسلسل، والموسيقى التصويرية، وقصة شخصية "لوكي".

## الممثلين و الشخصيات
- توم هيدلستون بدور لوكي: إله الأذى الأسغاردي وشقيق ثور بالتبني، مستوحى من الإله الأسطوري النوردي الذي يحمل الاسم نفسه.في المسلسل هذه نسخة بديلة "متغيرة زمنيًا" من لوكي الذي أنشأ خطًا زمنيًا جديدًا في فيلم المنتقمون: نهاية اللعبة (2019) في عام 2012. ولهذا السبب، لم يعش أحداث فيلمي ثور: العالم المظلم (2013) أو ثور: راجناروك (2017)، اللذين أعادا صياغة الشخصية الشريرة قبل وفاته في فيلم المنتقمون: الحرب اللانهائية (2018).
- جوجو مباثا-رو بدور رافونا رينسلاير: صيادة سابقة (أي-23) في منظمة تباين الزمن، نالت ترقية لتصبح قاضية محترمة؛ تُشرف على التحقيق في متغير لوكي.
- يونومي موساكو بدور هانتر بي-15: صيادة رفيعة المستوى في هيئة تباين الزمن مصممة على إيقاف النوع الذي يقتل جنود مينوتمن.
- يوجين كورديرو بدور كيسي: موظف استقبال في هيثة تباين الزمن. كما يجسد كورديرو شخصية هانتر كي-5E في هيئة تباين الزمن الجديدة التي عُرضت في نهاية الموسم الأول.
- تارا سترونج تؤدي صوت الآنسة مينتس: ذكاء اصطناعي متحرك مجسم على شكل ساعة لـ منظمة تباين الزمن التي ابتكرها "هو من يبقى"، والتي تحبه.
- أوين ويلسون بدور موبيوس م. موبيوس: عميل في هيئة تباين الزمن متخصص في التحقيقات مع مجرمي الزمن الخطيرين بشكل خاص.
- صوفيا دي مارتينو بدور سيلفي: نسخة من لوكي تهاجم "الخط الزمني المقدس" وتتمتع بقوى سحرية. لا تعتبر نفسها لوكي، وتستخدم اسم "سيلفي" كاسم مستعار.
- ساشا لين بدور هانتر سي-20: صيادة من منظمة تباين الزمن اختطفتها سيلفي وسحرتها للكشف عن مكان حراس الوقت.
- جاك فيل بدور الطفل لوكي: نسخة شابة من لوكي أنشأ حدث نيكسوس بقتل ثور ويعتبر نفسه ملك الفراغ.
- ديوبيا أوباري بدور لوكي المتباهي: نسخة لوكي يبالغ بشكل كبير في إنجازاته.
- ريتشارد إي. غرانت بدور لوكي الكلاسيكي: نسخة قديمة من لوكي تظاهر بموته هربًا من قتل ثانوس، وقرر أن يعيش حياته في عزلة حتى أصبح وحيدًا.يمتلك لوكي الكلاسيكي القدرة على استحضار أوهام أكبر وأكثر تعقيدًا من لوكي.
- جوناثان ماجورز بدور "هو الذي يبقى" و"فيكتور تيملي": نسخ من كانغ الفاتح."هو الذي يبقى" هو عالم من القرن الحادي والثلاثين أنهى أول حرب كونية متعددة بتدمير "النسخ الشريرة" منه، وأنشأ هيئة تباين الزمن لمنع نشوء كون متعدد جديد، ومنع نسخه من العودة إلى الوجود. وهو ابتكار أصلي للسلسلة، مستوحى من شخصية منفصلة من القصص المصورة تحمل الاسم نفسه، بالإضافة إلى شخصية إيمورتوس. "فيكتور تيملي"، رجل أعمال ومخترع، عاش عام 1893 في خط زمني متفرع، ابتكر نسخة مبكرة من النول الزمني. يتلعثم في الكلام، وشخصيته غريبة الأطوار وخجولة، ويتصرف كمحتال يبيع إبداعاته للآخرين.
- رافائيل كاسال بدور هانتر إكس-5 / براد وولف: صياد من هيثة تباين الزمن، تربطه صلة وثيقة بالجنرال دوكس.
- كيت ديكي بدور الجنرال دوكس: جنرال في هيثة تباين الزمن وهي جزء من مجلس القضاة الجديد بعد اختفاء رينسلاير. تبحث عن سيلفي ولا تزال تؤمن بمهمة هيثة تباين الزمن في تقليم الخطوط الزمنية المتفرعة.
- ليز كار بدور القاضية جامبل: قاضية في هيثة تباين الزمن وجزء من المجلس الجديد.
- نيل إليس بدور هانتر دي-90: صياد في هيثة تباين الزمن.
- جوناثان كي كوان بدور أوروبوروس "أو. بي": وكيل في هيثة تباين الزمن يعمل في قسم الإصلاحات والتطوير. وُصف بأنه "فني الإصلاح غريب الأطوار"، وأوضح رايت أن كل قطعة تقنية في هيثة تباين الزمن صُممت إما بواسطة أو. بي. أو أنه يعرف كيفية إصلاحها وإبقائها قيد التشغيل.
- ريتشارد ديكسون بدور اللص البارون: صناعي يشتري اختراعًا معيبًا من فيكتور تيملي في معرض شيكاغو العالمي عام 1893.

## الحلقات

### الموسم الأول
| ر. الإجمالي | العنوان                  | المخرج     | الكاتب                    | تاريخ العرض الأصلي |
| --- | ------------------------ | ---------- | ------------------------- | ------------------ |
| 1 | «الهدف المجيد»           | كايت هيرون | مايكل والدرون             | 9 يونيو 2021       |
| ألقت سلطة تباين الوقت القبض على لوكي عندما أنشأ جدولًا زمنيًا جديدًا بعد هروبه من معركة نيويورك مع التيسراكت في عام 2012. للقاضية رافونا رينسلاير عن جرائم ضد «الجدول الزمني المقدس». يلقي لوكي باللوم على المنتقمون، الذين سافروا في الوقت إلى عام 2012، لكن رينسلاير تقول أن أفعالهم كان من المفترض أن تحدث على عكس هروب لوكي. يأخذ العميل موبيوس إم موبيوس لوكي إلى مسرح الوقت لمراجعة جرائمه السابقة والتشكيك في تاريخه في إيذاء الناس. يكشف أن لوكي، في مستقبله المقصود، يتسبب عن غير قصد في وفاة والدته بالتبني فريجا. حاول لوكي الهروب، لكنه استسلم بعد أن أدرك أن قوة سلطة تباين الوقت تتجاوز قوة الأحجار الأزلية. يعود إلى مسرح الوقت ويشاهد المزيد من الأحداث المستقبلية، بما في ذلك وفاته على يد ثانوس. وافق بعد ذلك على مساعدة موبيوس في مطاردة متغير آخر من لوكي، والذي كان يقتل العديد من عملاء سلطة تباين الوقت ويسرق أداة إعادة ضبط الجدول الزمني الخاصة بهم. |                          |            |                           |                    |
| 2 | «المتغير»                | كايت هيرون | اليسا كاراسيك             | 16 يونيو 2021      |
| ينضم لوكي إلى سلطة تباين الوقت في مهمة إلى موقع هجوم من قبل المتغير في عام 1985 في اوشكوش، ويسكونسن، حيث يتوقف ويحاول المساومة لمقابلة حراس الوقت، الذين تزعم سلطة تباين الوقت أنهم خلقوهم والجدول الزمني المقدس. تعترض رينسلاير على مشاركة لوكي، لكن موبيوس يقنعها بمنحه فرصة أخرى. يبحث لوكي في ملفات سلطة تباين الوقت ويفترض أن المتغير يختبئ بالقرب من أحداث نهاية العالم حيث لا تؤثر أفعالهم على الجدول الزمني. يؤكد لوكي وموبيوس هذا الاحتمال من خلال زيارة بومبي في عام 79، قبل استنتاج أن البديل يختبئ أثناء إعصار في ولاية ألاباما عام 2050. هناك تم نصب كمين لهم من قبل المتغير الذي يسحر العديد من السكان المحليين ووكيل سلطة تباين الوقت هانتر بي-15. تكشف المتغير عن نفسها على أنها نسخة أنثوية من لوكي وترفض عرضه للإطاحة بـ مجموعة الزمن معًا. ثم ترسل رسوم إعادة التعيين المسروقة إلى نقاط مختلفة على طول الخط الزمني المقدس، والتي تنشط وتخلق العديد من الجداول الزمنية المتفرعة فتؤدي إلى فوضى في سلطة تباين الوقت. ثم تتنقل بعيدًا ويتبعها لوكي.                                              |                          |            |                           |                    |
| 3 | «قمر لامنتيس»            | كايت هيرون | بيشا ك.علي                | 23 يونيو 2021      |
| مع تشتت انتباه سلطة تباين الوقت ، يصل المتغير إلى مقرهم ويحاول العثور على حراس الوقت، لكن لوكي يتبعها ويواجهها. تم مهاجمتهم من قبل رينسلاير فيستخدم لوكي جهاز التيمباد لنقلهم عن بعد إلى 2077 Lamentis-1، وهو قمر على وشك أن يسحقه كوكب. تنفد طاقة التيمباد ويتم إخفاؤه بطريقة سحرية بواسطة لوكي. توافق المتغير، التي تأخذ اسم سيلفي، على العمل مع لوكي لشحنه. يتسللون على متن قطار متجه إلى الفلك، وهي مركبة فضائية للإخلاء يمكنها إعادة شحن التيمباد، لكن لوكي يسكر ويلفت الانتباه. هذا يؤدي إلى معركة مع الحراس الذين ألقوا به من القطار. تتبعه سيلفي، فقط للعثور على التيمباد مكسورًا. يواصل الثنائي السير على الأقدام، عازمين على الاستيلاء على الفلك حتى يتمكنوا من الهروب قبل تدمير Lamentis-1. في الطريق، تكشف سيلفي أن عمال سلطة تباين الوقت هم في الواقع أشكال مختلفة لأشخاص من الأرض. يشق لوكي وسيلفي طريقهما عبر الحراس وحشد من الناس يحاولون ركوب الفلك، لكن النيازك القادمة من الكوكب القادم تدمره قبل أن يتمكنوا من الصعود.                                                                      |                          |            |                           |                    |
| 4 | «الحدث النجمي»           | كيت هيرون  | ايريك مارتن               | 30 يونيو 2021      |
| تخبر سيلفي لوكي أنها هربت من سلطة تباين الوقت عندما كانت طفلة. ثم يشكل لوكي و سيلفي رابطًا رومانسيًا، مما يخلق جدولًا زمنيًا متفرّعًا فريدًا وينبه سلطة تباين الوقت للعثور عليهم واعتقالهم قبل تدمير Lamentis-1. يترك موبيوس لوكي في حلقة زمنية لذاكرة سيئة لديه عن سيف بينما تفتح سيلفي ذكريات بي-15 لإثبات أن بي-15 متغيرة. أخبرت رينسلاير موبيوس أن العميلة سي-20 ماتت من انهيار عقلي، لكن موبيوس وجد تسجيلًا لـ رنسلاير تستجوب سي-20 سليمة عقليًا، والتي تصر على أن عمال سلطة تباين الوقت جميعهم متغيرات. يحرر موبيوس لوكي من الحلقة الزمنية، لكن رينسلاير تواجههم وتقوم بتقليم موبيوس. تأخذ رينسلاير لوكي وسيلفي إلى مجموعة الزمن، الذين يأمرون بحذف لوكي وسيلفي. بمساعدة بي-15، هزم لوكي وسيلفي رينسلاير وحراس مجمعة الزمن. تقوم سيلفي بقطع رأس أحد حراس الوقت، لكنها تكتشف أنهم آليين قبل تقليم رينسلاير للوكي. سيلفي تتغلب على رنسلاير وتطالب بالحقيقة. وفي مشهد منتصف الاعتمادات، يستيقظ لوكي محاطًا بالعديد من متغيرات لوكي الأخرى.                                                                            |                          |            |                           |                    |
| 5 | «"رحلة إلى الغموض"»      | كايت هيرون | توم كوفمان                | 7 يوليو 2021       |
| أخبرت رينسلاير سيلفي أنه عندما تم تقليم لوكي، تم إرساله إلى منطقة الفراغ في نهاية الوقت، والذي لم يعد منه شيء على الإطلاق. يستنتجون أن الخالق الحقيقي لسلطة تباين الوقت يختبئ وراء الفراغ. السيدة مينتس من سلطة تباين الوقت تتوقف لبعض الوقت حتى يحاصر جنود سلطة تباين الوقت سيلفي، التي تلقم نفسها وسرعان ما تقابل موبيوس في الفراغ. بعد استجواب بي-15، تخطط رنسلاير للوصول إلى المبدع الحقيقي لسلطة تباين الوقت. في هذه الأثناء، تخبر متغيرات لوكي الأخرى لوكي أن مخلوقًا ضخمًا يشبه السحابة يُدعى اليوث يدمر كل شيء في الفراغ. بعد مواجهة مجموعة لوكي الثانية ، يساعد لوكي الكلاسيكي لوكي و لوكي التمساح والطفل لوكي على الهروب. صادفوا موبيوس وسيلفي، فيعود موبيوس إلى سلطة تباين الوقت باستخدام تيمباد الذي أحضرته سيلفي معها. تحاول سيلفي سحر اليوث بينما يصرف لوكي انتباهه، لكنهم يفشلون حتى يضحي لوكي الكلاسيكي بنفسه ليخلق وهم ازغارد لجذب انتباه اليوث. نجح لوكي وسيلفي في سحر أليوث معًا، ويوضح لهم المخلوق الطريق إلى قلعة وراء الفراغ.                                                                |                          |            |                           |                    |
| 6 | «من اجل كل الوقت، دائما» | كايت هيرون | مايكل والدرون وإريك مارتن | 14 يوليو 2021      |
| تغادر رنسلاير في مهمة للعثور على «الإرادة الحرة» بعد أن أعطتها السيدة مينتس معلومات عن مبتكر سلطة تباين الوقت ، «هو من يبقى». تثبت بي-15 لقوات سلطة تباين الوقت أنهم متغيرون من خلال إظهارهم لمتغير رينسلاير وهي نائبة مدير المدرسة. في هذه الأثناء، في القلعة في نهاية الوقت، أخبر «هو من يبقى» لوكي وسيلفي أنه أنهى حربًا متعددة الأكوان بين متغيراته باستخدام اليوث لتدمير جداول زمنية بديلة وأنشأ سلطة تباين الوقت للحفاظ على هذا السلام. نظرًا لأنه أصبح مرهقًا، فإنه يعرض عليهم خيارًا: قتله والمخاطرة بحرب متعددة الأطراف أخرى أو استبداله في الإشراف على سلطة تباين الوقت والجدول الزمني المقدس. تريد سيلفي قتله، لكن لوكي يتوسل إليها للتوقف. يقبلون عرض "هو من يبقى"، لكن سيلفي ترسل لوكي إلى مقر سلطة تباين الوقت وتقتل في النهاية «هو من يبقى»، مطلقةً كونًا متعددًا بجداول زمنية بديلة لا يمكن لسلطة تباين الوقت تقليمها. في مقر سلطة تباين الوقت ، يحذر لوكي موبيوس و بي-15 من متغيرات «هو من يبقى»، لكنهم لم يتعرفوا عليه ويرى لوكي أن تمثالًا لأحد متغيرات "هو من يبقى" قد حل محل تماثيل مجموعة الزمن. |                          |            |                           |                    |

### الموسم الثاني
| ر. الإجمالي | العنوان                 | المخرج                  | الكاتب                                                           | تاريخ العرض الأصلي |
| --- | ----------------------- | ----------------------- | ---------------------------------------------------------------- | ------------------ |
| 1 | «أوروبورس»              | جاستن بنسون وآرون مورهد | اريك مارتن                                                       | 5 أكتوبر 2023      |
| في الماضي، حاولت هيئة تباين الزمن (TVA) القبض على لوكي أثناء تنقله عبر الزمن في مقرها الرئيسي. في الحاضر، يلتقي لوكي بموبيوس م. موبيوس ويحذره من التهديد الذي تشكله المتغيرات العديدة لـ "هو من يبقى"، خالق هيئة تباين الزمن. في الوقت نفسه، تُسلّح الجنرال دوكس، من هيئة تباين الزمن، عددًا من صيادي الهيئة، ظاهريًا للعثور على سيلفي، التي تسببت في تفرّع الخط الزمني المقدس بعد قتل "هو من يبقى". يلتقي لوكي وموبيوس بفني هيئة تباين الزمن، أوروبوروس، الذي استنتج أن لوكي "ينزلق زمنيًا"، وهي ظاهرة ربما تكون ناجمة عن تفرّع الخطوط الزمنية التي تُثقل كاهل النول الزمني بشكل خطير. لإنقاذ لوكي، يُوجّه أوروبوروس موبيوس للاقتراب من النول الزمني باستخدام جهاز استخراج الهالة الزمنية لاستخراج لوكي من مجرى الزمن بينما يُقلّم لوكي نفسه. ينتقل لوكي بالزمن إلى المستقبل، حيث يتم إخلاء هيثة تباين الزمن بينما يصبح النول حرجًا، ويواجه سيلفي قبل أن يتم تقليمه من قبل شخص ما في اللحظة الأخيرة. في الوقت الحاضر، نجح موبيوس في سحب لوكي من مجرى الزمن، وانطلقوا للعثور على سيلفي. في مشهد منتصف الاعتمادات، تدخل سيلفي خطًا زمنيًا متفرعًا في بروكستون، أوكلاهوما، عام 1982 وتزور مطعم ماكدونالدز.                                                                         |                         |                         |                                                                  |                    |
| 2 | «بريكينغ براد»          | دان ديليو               | ايريك مارتن                                                      | 12 أكتوبر 2023     |
| يجد ويأسر لوكي وموبيوس وهنتر بي-15 هنتر إكس-5 في لندن، عام 1977 على الخط الزمني المقدس، حيث يعيش كممثل سينمائي "براد وولف". أثناء الاستجواب، يعترف بالتخلي عن مهمة دوكس ويكشف عن موقع سيلفي. في هذه الأثناء، يحاول أوروبوروس إصلاح النول لاستيعاب الخطوط الزمنية المتفرعة بأمان، لكنه يكتشف أنه لا يستطيع الوصول إليه دون مساعدة من الآنسة مينتس المفقودة أو هالة "هو الذي يبقى". يسافر لوكي وموبيوس وولف إلى أوكلاهوما ويجدون سيلفي تعمل في مطعم ماكدونالدز. يخبرها لوكي بمواجهتهما في مستقبل هيئة تباين الزمن ويطلب مساعدتها لمعرفة ما سيحدث، لكن سيلفي ترفض التورط في المنظمة. بعد أن أعلن وولف أن المجموعة في خطر مميت، سحرته سيلفي، مما أجبره على كشف خطة دوكس لتدمير الخطوط الزمنية المتفرعة في آن واحد باستخدام شحنات إعادة الضبط. بعد إعادة وولف إلى الحجز، قبض لوكي وموبيوس وسيلفي على دوكس، لكن خطتها نجحت إلى حد كبير وهرب بعض أتباعها. بينما يتعقب كيسي موظف الاستقبال في هيئة تباين الزمن، جهاز تيمباد الخاص برافونا رينسلاير المارقة على أحد الخطوط الزمنية المتفرعة المتبقية، تعلن سيلفي أن هيئة تباين الزمن فاسدة وتعود إلى ماكدونالدز وفي حوزتها جهاز تيمباد الخاص بـ "هو الذي يبقى".                                                           |                         |                         |                                                                  |                    |
| 3 | «1893»                  | كسرى فرحاني             | سيناريو: إريك مارتن، كاسرا فرحاني، وجيسون أوليري قصة: إريك مارتن | 19 أكتوبر 2023     |
| تسافر الآنسة مينتس ورينسلاير إلى شيكاغو عام 1868 لتسليم دليل هيثة تباين الزمن سرًا إلى فيكتور تيملي الشاب، وهو أحد أشكال "هو الذي يبقى" ، الذي رتب هذا قبل وفاته. ثم يسافران إلى معرض شيكاغو العالمي عام 1893 في هذا الجدول الزمني المتفرع، حيث يصل لوكي وموبيوس متتبعين لوحة تيمباد الخاصة برينسلاير ويريان تيملي يعرض نموذج النول الزمني الخاص به. ثم يكون لدى تيملي أربع مجموعات تطارده: لوكي وموبيوس، اللذان يحتاجان إلى هالته لإصلاح النول؛ ورينسلاير والآنسة مينتس، اللتان تريدان منه أن يحل محل شكله البديل معهما إلى جانبه؛ وسيلفي، التي تريد قتله لمنع صعوده إلى السلطة؛ وبارون لصوص وحلفاؤه يريدون الانتقام من عملية احتيال اختراع تيملي المزيفة. يتخلى تيملي عن رينسلاير لأنها اقترحت شراكة. في مختبر تيملي في ويسكونسن، يطرد الآنسة مينتس بعد أن اعترفت بحبها الرومانسي له. يصل رينسلاير ولوكي وموبيوس وسيلفي، وتخضعه سيلفي. تسمح سيلفي للوكي بأخذ تيملي مرة أخرى إلى منطمة تباين الزمن، ثم ترسل رينسلاير إلى القلعة في نهاية الزمان والتي تستدعي الآنسة مينيتس. يرون جثة "هو الذي يبقى" متحللة حيث تكشف الآنسة مينيتس أنها تعرف سرًا عن رينسلاير. |                         |                         |                                                                  |                    |
| 4 | «قلب منطمة تباين الزمن» | آرون مورهد وجاستن بنسون | إريك مارتن وكاثرين بلير                                          | 26 أكتوبر 2023     |
| تكشف الآنسة مينتس أنه في الماضي، قادت رينسلاير جيش "هو الذي يبقى"؛ واقترح قيادة هيثة تباين الزمن مع رينسلاير، ثم جعل الآنسة مينيتس تمحو ذكريات رينسلاير وموظفي هيثة تباين الزمن الآخرين. مع وصول النول الزمني إلى فشل كارثي، يحاول لوكي وحلفاؤه استخدام تايملي ومضاعف الإنتاجية الخاص بأوروبوروس لإصلاحه. يكشف أوروبوروس أن مصدر معرفته هو تيملي نفسه (مفارقة وجودية). تحاول رينسلاير والآنسة مينيتس الاستيلاء على هيثة تباين الزمن، ويقتربان من وولف ودوكس واتباعها المحتجزين طلبًا للمساعدة. يوافق وولف فقط؛ وتختار دوكس وأتباعها بدلاً من ذلك أن يُسحقوا حتى الموت على يد الآنسة مينتس. يُقلّم وولف هانتر دي-90 ويختطف تايملي. أثناء إعداد عملية الإنقاذ، تواجه سيلفي ولوكي ذاته الماضية التي تتسلل عبر الزمن؛ يُقلّم لوكي ذاته الماضية (مفارقة تمهيدية). يُعطّل أوروبوروس الآنسة مينتس وأجهزة قمع السحر في هيثة تباين الزمن. يُمكّن هذا سيلفي من سحر وولف، والتحكم به لتقليم رينسلاير. بعد إنقاذه، يُعيد تايملي الوصول إلى النول، ولكن عندما يقترب منه، يُفتت الإشعاع الزمني المتزايد جسده قبل أن يُطلق مُضاعِف الإنتاجية. ينفجر النول الزمني، وتنتشر موجة الانفجار نحو لوكي وموبيوس وسيلفي وبي-15 وكيسي وأوروبوروس في هيثة تباين الزمن.                                     |                         |                         |                                                                  |                    |
| 5 | «علم/خيال»              | جاستن بنسون وآرون مورهد | ايريك مارتن                                                      | 2 نوفمبر 2023      |
| ينجو لوكي من الانفجار، لكن الجميع اختفوا وتحول مقر هيثة تباين الزمن إلى سباغيتي. يهرب لوكي عندما يبدأ في الانزلاق الزمني مرة أخرى، مما يأخذه إلى خطوط زمنية متفرعة حيث تم إعادة تعيين أصدقائه موبيوس وهنتر بي-15 وكيسي وأوروبوروس إلى حياتهم الأصلية كـ"دون" والدكتورة "فيريتي ويليس" و"فرانك موريس" والدكتور "إيه دي دوغ" على التوالي. يريد لوكي ان يعود زمنيا إلى ما قبل الانفجار، فيستعين بمساعدة دوغ. مع عدم قدرة لوكي على التحكم في انزلاقه الزمني، يقترح دوغ على لوكي جمع كل من حضر الانفجار معًا مرة أخرى، حتى تتمكن هالتهم الزمنية الجماعية من إعادتهم إلى الوقت والمكان المناسبين. يبني دوغ لوحة مؤقتة باستخدام دليل هيثة تباين الزمن الذي احتفظ به لوكي. ينجح لوكي في جمع الجميع إلى ورشة عمل دوغ باستثناء سيلفي، التي احتفظت بذكرياتها. ترفض سيلفي المساعدة، وتجعل لوكي يعترف بدافعه الحقيقي:" إنه يريد عودة أصدقائه ويخشى أن يكون وحيدًا". عندما يتفكك كل شيء في خط سيلفي الزمني، تذهب لمساعدة لوكي. ومع ذلك، تتفكك ورشة دوغ أيضًا، وكذلك فرانك، ودوغ، ودون، وويليس، وسيلفي. يسيطر لوكي أخيرًا على انزلاقه الزمني بالتركيز على شخص ما. معلنًا أنه يستطيع "إعادة كتابة القصة"، ينزلق وقت لوكي إلى ما قبل الانفجار بالتركيز على أوروبوروس.                  |                         |                         |                                                                  |                    |
| 6 | «الهذف المجيد»          | آرون مورهد وجاستن بنسون | ايريك مارتن                                                      | 9 نوفمبر 2023      |
| ينزلق وقت لوكي إلى اللحظة التي سبقت انفجار النول الزمني. على الرغم من محاولاته، يفشل النول في النهاية في استيعاب الفروع اللانهائية. ينزلق لوكي إلى اللحظة التي سبقت قتل سيلفي لـ "هو من يبقى"، الذي أخبر لوكي أن النول هو غير قابل للتحديث؛ فإثقاله يحمي الخط الزمني المقدس بحذف الفروع مع هيثة تباين الزمن. يقترح "هو من يبقى" على لوكي قتل سيلفي لإنقاذ النول، الأمر الذي يرفضه لوكي. بعد استشارة موبيوس وسيلفي في لحظات زمنية مختلفة، حل لوكي محل تيملي في الاقتراب من النول. دمر لوكي النول، وأعاد تنشيط الخطوط الزمنية المحتضرة سحريًا، وأعاد ترتيبها في هيكل يشبه الشجرة (يجدرازيل)، ملتزمًا بالإشراف على الفروع بمفرده في نهاية الزمان. تتبع هيئة تباين الزمن الآن متغيرات "هو من يبقى" عبر الفروع النامية، حيث أبلغ موبيوس عن توقف أحد المتغيرات في "عالم الأرض-616 المجاور". أصبح بي-15 أحد قادة هيئة تباين الزمن. أعاد أوروبوروس تنشيط الآنسة مينتس، التي أصبحت صديقة ، وكتب دليلًا جديدًا لهيئة تباين الزمن بمشاركة تيملي. في أحد الخطوط الزمنية، لم يستلم تيملي دليل هيئة تباين الزمن عام 1868. استيقظت رينسلاير في الفراغ وواجهت أليوث. تقاعد موبيوس من هيئة تباين الزمن؛ وراقب هو وسيلفي دون وأطفاله من بعيد. بينما يراقبهم لوكي وحيدا في نهاية الزمن. |                         |                         |                                                                  |                    |

## الاستقبال

### مشاهدة الجمهور
في مايو 2022، أعلن فيجي أن لوكي هو مسلسل استديوهات مارفل الأكثر مشاهدة على ديزني+ حتى الآن.
أعلن الرئيس التنفيذي لشركة ديزني بوب تشابيك أن الحلقة الأولى "الهدف المجيد" كانت الأكثر مشاهدة على خدمة البث في أسبوع المسلسل الافتتاحي.
في 9 أكتوبر 2023، كشفت ديزني+ أن حلقة "أوروبوروس" حققت 10.9 مليون مشاهدة حول العالم في الأيام الثلاثة الأولى من عرضها. وكان هذا ثاني أكثر العروض الأولى للموسم مشاهدةً على منصة البث في عام 2023، بعد الموسم الثالث من مسلسل "الماندالوري".

### استقبال النفاد
بالنسبة للموسم الأول، أفاد موقع تجميع المراجعات "روتن توميتوز" بنسبة موافقة بلغت 92% بمتوسط تقييم 7.9/10، بناءً على 338 مراجعة. أما موقع ميتاكريتيك، الذي يستخدم متوسطًا مرجحًا، فقد منحه 74 من 100 بناءً على 32 ناقدًا، مما يشير إلى مراجعات "إيجابية بشكل عام".
بالنسبة للموسم الثاني، أفاد موقع "روتن توميتوز" بنسبة موافقة بلغت 81% بمتوسط تقييم 7.3/10، بناءً على 161 مراجعة. خصص موقع ميتاكريتيك درجة 65 من أصل 100 بناءً على 23 ناقدًا، مما يشير إلى مراجعات "إيجابية بشكل عام".

## روابط خارجية
- الموقع الرسمي
- لوكي على موقع IMDb (الإنجليزية)
- لوكي على موقع ميتاكريتيك (الإنجليزية)
- لوكي على موقع روتن توميتوز (الإنجليزية)
- لوكي على موقع فيلمافينيتي (الإسبانية)
- لوكي على موقع كينوبويسك (الروسية)
- لوكي على موقع ألو سيني (الفرنسية)
- لوكي على موقع ميوزك برينز (الإنجليزية)
- لوكي على موقع قاعدة بيانات الفيلم (الإنجليزية)